# Заревич Федір Іванович
Фе́дір Іва́нович Заре́вич (30 вересня 1835, село Славське, нині смт Сколівський район Львівська область — 13 січня 1879, місто Сколе, нині Львівська область) — український письменник, журналіст. Псевдоніми — Юрко Ворона, Федько Клепайло, Ф. Чорногір. Засновник української періодики в Галичині.

## Життєпис
Федір Заревич народився 30 вересня 1835 року в селі Славське (нині смт Сколівського району Львівської області) в сім'ї священика.
Навчався в гімназіях у Станиславові (нині Івано-Франківськ) і Самборі.
Працював дрібним службовцем. Перебивався писанням листів і судових паперів для селян у Славську, а потім у Сколе, гірко бідував, ледве стягаючись на шматок хліба.
У 1860-х роках був активним діячем «народовського» руху.
У 1862—1863 роках редагував журнал «Вечерниці», 1867 року — газету «Русь».
Наприкінці життя охолов до літератури. Помер 13 січня 1879 року в місті Сколе (нині Львівської області) на 44-му році життя. Помер, як зазначає Валерій Шевчук, у повному забутті, хоч колись його ім'я було досить голосне в літературі, а твори мали популярність .

## Творчість
Перші вірші — «Руський борець» і «Пересторога другу» — Федір Заревич опублікував 1860 року в альманасі «Зоря галицкая яко альбум на год 1860».
Друкувався у журналах «Вечерниці», «Русалка», «Правда», газеті «Русь».
Найкращими прозовими творами Заревича вважаються повість із суспільного життя Галичини 1830-х — 1840-х років «Хлопська дитина» (1862) про зрушення у політичній свідомості інтелігенції після революції 1848 року, а також романтично-психологічне оповідання «Вітренниця» (1868).
У повісті «Хлопська дитина» Заревич дав образ пробудження галицьких українців. Героєм повісті є Степан — «хлопська дитина», що завдяки добрим людям здобуває освіту та стає адвокатом, оборонцем селян. На дорозі його особистого щастя, одруження з Ганею, стає опікун Гані, священик-аристократ отець Євстахій. Але приходить 1848 рік. Під впливом великих подій отець Євстахій змінює свої погляди, стає демократом і погоджується на вінчання Степана з Ганею .
Заревич — автор оповідань на соціально-побутові теми («Чудний цвіт», «Родина», «У страха очі великі», «Дві сестри», «Німа», «Син опришка»), повісті «Хто не любив», публіцистичних статей.
1872 року Федір Заревич за мотивами української народної пісні створив історичну драму «Бондарівна». Того ж року вона вийшла окремим виданням. Музику до цієї драми написав Анатоль Вахнянин .
На творчості Заревича відчутно позначився виплив сентименталізму та романтизму.

### Посмертні видання творів
1901 року у Львові побачив світ перший том «Творів» Федора Заревича, до якого увійшла повість «Хлопська дитина».
Оповідання «Чудний цвіт» увійшло до низки антологій, упорядкованих Юрієм Винничуком :
- «Огненний змій» (Київ: Молодь, 1990), в якій зібрано фантастичні твори українських письменників 19 століття,
- «Чорт зна що» (2004), присвяченої найпопулярнішому персонажеві української міфології — чортові,
- «Моторошні оповіді: Нічний гість».

## Увічнення пам'яті
В 1987 стараннями Григорія Дем'яна відновлено могилу Федора Заревича у Сколе.